# Катугнат
Катугнат — вождь кельтського племені аллоброгів у 60-ті роки до н. е. Очільник останнього повстання проти римських загарбників.

## Життєпис
Про діяльність Катугната відомо мало. Проводив обережну політику намагаючись здобути прихильність як оптиматів, так й популярів у Римі, а також внадсилав своїх представників для перемовин з Катиліною. Скориставшись у 60-ті роки боротьбою оптиматів й сенату з Луциєм Сергієм Катиліною у 61 році до н. е. Катугнат вирішив скинути залежність аллоброгів від Риму. В цьому ж році він зумів розбити римського легата Манлія Летія. Втім негода завадила алоброгам повністю знищити римську армію. Того ж року з новою силою прибув римський претор Квінт Помптій, який в битві при Солоніумі повністю розбив армію на чолі із Катугнатом. Втім останньому вдалося втекти. Подальша його доля невідома. після цього спроб повстати аллоброги не виявляли.